# Georg Adelheim
Georg Waldemar Adelheim (* 20. Septemberjul. / 2. Oktober 1884greg. in Reval; † 20. September 1952 in Göttingen) war ein deutsch-baltischer Jurist und Genealoge.

## Leben

### Herkunft und Familie
Georg Adelheim war ein Sohn des Revaler Rechtsanwalts Woldemar Adelheim (1845–1913) und der Henriette Adelheim, geborene Hasenbusch (1857–1901). Er vermählte sich 1920 in Königsberg mit Nora Bonwetsch (* 1887), gebürtig aus Kursk und wohnhaft aus Mitau.

### Werdegang
Nach dem Besuch der Jucumsche Schule und des Nikolai-Gymnasiums in Reval studierte er von 1904 bis 1909 Jura an der Kaiserlichen Universität Dorpat. Während dieser Zeit verdiente er sich 1905 und 1906 als Hauslehrer in Pachel (Harrien). Seinen Wehrdienst leistete er 1910/1911 in Reval ab und war gleichzeitig Gerichtsamtskandidat in Reval und Rostow am Don. 1914 war Adelheim in der Kanzlei der Zivil-Kassations-Deputation des Senats in St. Petersburg angestellt. Im Weltkrieg diente er 1914 bis 1917 als Reserveoffizier des 26. Sibirischen Schützen-Regiments. 1918 studierte er in Berlin und begab sich 1919 nach Riga, wo er für zwei Monate durch die Revolutionäre in Haft genommen wurde. Hiernach hielt sich Adelheim bis 1921 in Königsberg auf. In den Jahren 1921 und 1922 sowie von 1934 bis 1939 arbeitete er als Rechtsanwalt in Reval. Zwischenzeitlich, von 1922 bis 1933, war er Glied des Bezirksgerichts ebd. 1936 ging er wegen Zugehörigkeit zur Baltischer Brüderschaft erneut für zwei Monate in Haft. 
Adelheim war von 1931 bis 1934 Direktor und 1935 Ehrenpräsident der Sektion für Genealogie sowie von 1937 bis 1939 Direktor der Sektion für Rechtswissenschaften der Ehstländischen Literärischen Gesellschaft. 1933 war er Organisator der familienkundlichen Ausstellung in Reval. Er war seit 1936 auch Ehrenmitglied der Dorpater Deutschen Genealogischen Gesellschaft, seit 1949 dgl. des Herold in Berlin und seit 1951 ebenfalls der Baltischen Historischen Kommission. Er war in den Jahren 1937 bis 1939 auch Präsident des Kirchenrats von St. Olai und 1939 Glied des deutschen Propstkapitels. 
Wie viele Deutsch-Balten im Zuge des Deutsch-sowjetischen Nichtangriffspakts gelangte auch Adelheim in den Warthegau, wo er 1939 Richter in Gostingen, später in Posen war. Von 1941 bis 1944 war er Referent, später Bezirksoberrat beim Generalkommissar für Estland in Reval. Bis 1945 hielt er sich dann in Posen, seit 1945 in Göttingen auf, wo er bis 1946 noch Hilfsrichter war. Gesundheitsbedingt wurde er im selben Jahr in den Ruhestand versetzt.

## Werke
- Die Genealogie der alten Familien Revals von Heinrich Laurenty, Küster an St. Olai,  + 1692 • Beitrag zur Personenkunde Revals, bearbeitet und herausgegeben von Georg Adelheim (Reval 1925): https://www.jstor.org/stable/pdf
- Revaler Ahnentafeln (1929–1935) ((1. Lieferung), (2. Lieferung), (4. Lieferung) Digitalisate der Universität Tartu)
- Die Ritterschaftshauptmänner und das Landratskollegium Estlands (1932)
- Revaler Bürgerbücher 1624–1786 (1933/34)
- Album Estonorum (1939)
- Baltische Totenschau 1939–1947 (1947) mit Nachträgen (1952)